# Delìrium Còrdia
Albums de Fantômas
Millennium Monsterwork 2000
(2001) Suspended Animation
(2005)
Delìrium Còrdia est le troisième album de Fantômas, édité par la maison de disques Ipecac en 2004.

## Style

### Musique
La musique pourrait être décrite comme la bande originale d'un film d'horreur et/ou un album concept qui se focalise sur la chirurgie sans anesthésie. L'album complet est une piste de soixante-quatorze minutes et quatorze secondes.
Plusieurs genres musicaux peuvent y être entendus comme de la musique légère, des chants, et du metal souvent séparés par de la musique ambiante et des sons et voix d'opérations chirurgicales.

### Design
Le livret contient des photographies d'opérations où l'on peut voir des organes en train d'être retirés de corps humains.
Une citation trouvée derrière la pochette dit : « Like the surgeon, the composer slashes open the body of his fellow man, removes his eyes, empties his abdomen of organs, hangs him up on a hook holding up to the light all of the body's palpitating treasures sending a burst of light into its innermost depths ». (« Comme le chirurgien, le compositeur ouvre le corps de son prochain, lui enlève les yeux, vide son abdomen de ses organes, le pend sur un crochet exposant à la lumière les trésors palpitants du corps, envoyant un éclair lumineux dans ses profondeurs les plus intimes. ») Cette citation est attribuée au docteur en médecine Richard Selzer, qui est aussi crédité pour les voix.

## Liste des titres
1. Delìrium Còrdia – 74 min 17 s

## Personnel
- Mike Patton - voix, production, arrangements, artwork ;
- Dave Lombardo - batterie ;
- Buzz Osborne - guitare ;
- Trevor Dunn - basse ;
- Max Aguilera-Hellweg - photographie (tirées avec sa permission du livre The Sacred Heart, Bullfinch Press) ;
- S. Husky Höskulds - ingénieur du son ;
- Mott Lange - assistant au son ;
- Gene Grimaldi - masterisation ;
- Martin Kvamme - artwork ;
- Richard Selzer - voix.